# Szenegál az 1984. évi téli olimpiai játékokon
Szenegál a jugoszláviai Szarajevóban megrendezett 1984. évi téli olimpiai játékok egyik részt vevő nemzete volt. Az országot az olimpián 1 sportágban 1 sportoló képviselte, aki érmet nem szerzett. Szenegál először vett részt a téli olimpiai játékokon.

## Alpesisí
Férfi
| Versenyző    | Versenyszám      | 1. futam | 1. futam | 2. futam | 2. futam | Összesítés | Összesítés |
| Versenyző    | Versenyszám      | Idő      | Hely.    | Idő      | Hely.    | Idő        | Helyezés   |
| ------------ | ---------------- | -------- | -------- | -------- | -------- | ---------- | ---------- |
| Lamine Guèye | Lesiklás         |          |          |          |          | 1:59,64    | 51.        |
| Lamine Guèye | Óriás-műlesiklás | 1:42,63  | 60.      | 1:46,04  | 57.      | 3:28,67    | 57.        |